# Camp de Bremen-Neuenland
 (octobre 2024).
Si vous disposez d'ouvrages ou d'articles de référence ou si vous connaissez des sites web de qualité traitant du thème abordé ici, merci de compléter l'article en donnant les références utiles à sa vérifiabilité et en les liant à la section « Notes et références ».
 (octobre 2024).
Le camp extérieur de Brême-Neuenland (ou Bremen-Kriegsmarine), est une unité de travail forcé dépendant du camp de concentration de Neuengamme et mise à la disposition de la Marine allemande et de l'entreprise Deschimag sur le chantier naval de Brême. 

## Création
À partir du 16 août 1944, un Kommando de détenus rattaché à Neuengamme est installé à Neuenland, près de l’aéroport de Brême.
Les déportés sont employés, aux côtés des Kommandos Brême-Blumenthal et Brême-Schützenhof, à la construction d’un abri en béton au-dessus d’un dock du chantier naval Deutsche Schiffs- und Maschinenbau AG (Deschimag). Le bunker de cette base sous-marine, baptisé « Hornisse » devait produire des pièces de sous-marins, transportées ensuite sur la Weser jusqu’au bunker « Valentin », à Brême-Farge, pour y être assemblées. Une fois terminé, il aurait eu 360 mètres de long et 60 mètres de large. Le projet a été arrêté par la fin de la guerre.
Le Kommando comprenait 1 000 hommes ( des Français et des Russes, essentiellement). Ils étaient logés à cinq kilomètres du chantier.

## Évacuation
Le camp est évacué le 28 novembre 1944, en raison de la longueur du trajet que les détenus devaient effectuer pour se rendre au travail. Les déportés sont alors rattachés au nouveau Kommando Brême-Osterort (Hornisse-Riespott).

## Mémorial
En1984, une plaque commémorative a été posée sur le site des aciéries de Brême. Le bunker « Hornisse » sert aujourd’hui de fondation au bâtiment administratif d’une entreprise. Rien n’y rappelle l’histoire des lieux.